# 1055
105% (MLV) je bilo navadno leto, ki se je po julijanskem koledarju začelo na nedeljo.

## Dogodki

### Slovenija
- 13. november - S smrtjo Welfa III., ki je umrl brez naslednikov, postane novi vojvoda Koroške in mejni grof Veronske marke Konrad III.

### Ostalo
- 13. april - Za papeža je  izvoljen Viktor II., 153. papež po seznamu.[1] Je nemškega rodu in v sorodu s cesarjem Henrikom III.
- 23. maj - Ernst Babenberški nasledi umrlega očeta Adalberta kot mejni grof Avstrije.
- 4. junij - Koncil v Firencah (1055): srečanje med rimsko-nemškim cesarjem Henrikom III. in novo izvoljenim papežem Viktorjem II., ki se je zavezal, da bo sledil reformam predhodnega papeža Leona IX.. S svojo ustrežljivostjo je Viktor II. postal tesen zaupnik Henrika III., ki mu je v oporoki zaupal skrbništvo nad mladoletnim sinom Henrikom IV.
- Po smrti toskanskega mejnega grofa Frederika postane novi mejni grof Godfrej III. Lotarinški.
- Vojvodino Češko prevzame Spijtihnev II.
- S smrtjo bizantinskega cesarja Konstantina IX. Monomaha postane bizantinska cesarica sedemdesetletna Teodora Bizantinska, zadnja v liniji Makedonske dinastije.
- Gruffydd ap Llywelyn, sin valižanskega kralja Llywelyna ap Seisylla, ki je kraljeval žepnima kraljestvoma Gwynedd in Powys, zavlada celotnemu Walesu. Gruffydd ap Llywelyn je edini valižanski kralj, ki je za slabih osem let vladal celotnemu Walesu.
- Aelfgar, grof Mercije se spre z angleškim kraljem Edvardom, ki mu odvzame grofijo Wessex. Aelfgar se za pomoč obrne pa valižanskega kralja Gruffydda ap Llywelyna in skupaj vodita uspešno plenilsko ekspedicijo v obmejnem območju Anglije z Walesom. Kralj proti njima odpokliče Harolda Godwinsona, nakar se zadeve rešijo z diplomacijo.
- Almoravidi zavzamejo urbanizirano oazo Aoudaghost v današnji Mavretaniji, kar dokumentira andaluzijski geograf in zgodovinar Al-Bakri.
- Seldžuki pod vodstvom Torgul Bega zavzamejo Bagdad, prestolnico Bujidskega emirata in ustanovijo Veliki seldžuški sultanat. Iz politike in zgodovine odstranijo šiitsko dinastijo Bujidov in hkrati vzpostavijo nadzor nad staro sunitsko dinastijo Abasidov, ki pa niso imeli nobenega političnega vpliva razen versko reprezentativnega. Okrepljen z novimi osvojitvami Torul Beg lahko prodira globlje na ozemlja Bizantinskega cesarstva in Fatimidskega kalifata. Za nominalnega voditelja novonastalega imperija postavi abasidskega kalifa Al-Qa'ima.
- Kitajska: dokončana je gradnja pagode Liaodi, z 88 metri najvišje še danes obstoječe budistične pagode na Kitajskem.

- Napisana je ustanovitvena listina za gradnjo samostana v vasi Tihany na severnem nabrežju Blatnega jezera, najstarejši  dokument z uporabo madžarskega jezika, ki vsebuje 58 besed v madžarščini med drugače latinskim besedilom. Dovolilo za gradnjo da kralj Andrej II.

## Rojstva
- Arnulf III., flandrijski grof († 1071)
- Gabriel iz Melitene, armenski de facto vladar mesta Melitene († 1102)
- Gilbert Crispin, angleški teolog († 1117)
- Gruffudd ap Cynan, valižanski kralj Gwynedda († 1137)
- Guibert iz Nogenta, benediktanski menih, zgodovinar, teolog († 1124)
- Hildebert iz Lavardina, francoski nadškof in pesnik († 1133)
- Malik Šah I., seldžuški sultan († 1092)
- Minamoto Tošijori, japonski pesnik († 1129)
- Mojzes ibn Ezra, španski judovski pesnik, rabin, filozof († 1138)
- Pietro Barliario, italijanski alkimist († 1148)
- Robert Menih, kronist prvega križarskega pohoda († 1122)
- Siljvestr iz Kijeva, ruski kronist († 1123)
- Teofilakt Ohridski, nadškof Ohrida in komentator Svetega pisma († po 1107)

## Smrti
- 10. januar - Bržetislav I., češki vojvoda (* 1005)
- 11. januar - Konstantin IX. Monomah, bizantinski cesar (* 1000)
- 10. april - Konrad II., bavarski vojvoda (* 1052)
- 26. maj - Adalbert Avstrijski, mejni grof (* 985)
- 28. avgust - cesar Xingzong, dinastija Liao (* 1016)
- 13. november - Welf III., koroški vojvoda, veronski mejni grof
- Friderik Toskanski, mejni grof